# Frogmore House
Frogmore House è una residenza di campagna del XVII secolo che si trova al centro dell'omonima tenuta, tra bei giardini, circa un chilometro a Sud del castello di Windsor all'interno dell'Home Park di Windsor nella contea inglese del Berkshire. È un Grade I listed building, ossia una costruzione di interesse eccezionale all'interno della lista stilata dal governo britannico.

## Storia

### Primi affittuari
Sul luogo, originariamente, sorgeva una cascina conosciuta come Gwynn's Farm e successivamente come Frogmore Farm. La Corona britannica la concesse in affitto alla famiglia Gwynn, seguita poi dagli eredi Aldworths. L'attuale Frogmore House venne costruita nel periodo dal 1680 al 1684 per Anne Aldworth ed il marito, Thomas May, un politico Tory del Sussex; il progetto era di Hugh May, zio di Thomas e architetto di Carlo II. Gli Aldworth continuarono ad abitarvi per alcuni anni prima di trasferirsi nell'adiacente casa di Little Frogmore. Frogmore House venne quindi indicata come Great Frogmore ed ebbe molti affittuari, tra cui George FitzRoy, Duca di Northumberland, e Edward Walpole, padre della Duchessa di Gloucester.

### Abitanti
Nel 1790 la regina Carlotta, desiderando un ritiro in campagna per lei e le sue figlie nubili, liquidò l'affitto e riprese il possesso di Little Frogmore. Due anni dopo, prese Great Frogmore mentre l'abitazione più piccola venne demolita. James Wyatt venne incaricato di ingrandire e modernizzare Frogmore House. Alla morte della Regina nel 1818, Frogmore House passò alla sua figlia nubile più vecchia, la principessa Augusta. Dopo la morte della Principessa nel 1840, la Regina Vittoria la concesse alla madre, la Duchessa di Kent, che vi morì nel 1861.
Dal 1866 al 1873, la casa divenne la residenza della principessa Elena, terza figlia della regina Vittoria, e del marito, il principe Cristiano di Schleswig-Holstein. Da quel momento la famiglia reale utilizzò intermittentemente la residenza. Nel 1900 vi nacque il futuro Conte Mountbatten di Burma; dal 1902 al 1910 i futuri re Giorgio V e regina Maria vi abitarono frequentemente. Dal 1925 fino alla sua morte nel 1953 la regina Maria collezionò e sistemò nella casa molti souvenir della famiglia reale, creandovi una specie di museo privato.

## Descrizione

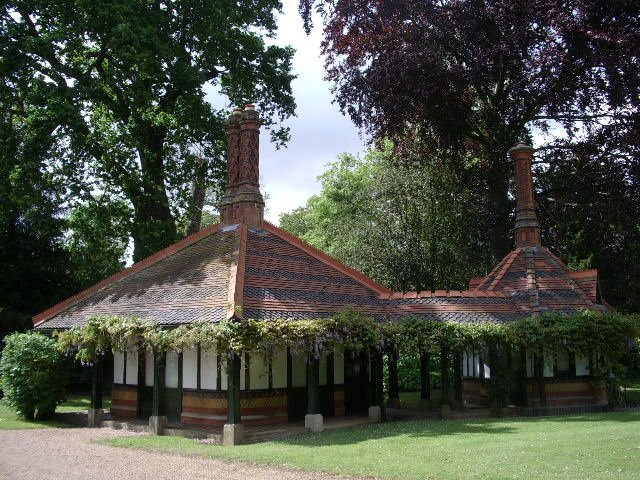
La Queen Victoria's Tea House nei giardini della residenza reale

Durante gli anni ottanta del XX secolo la casa subì un ampio intervento di restauro, che rivelò i dipinti murali di Louis Laguerr del primo Settecento. Nel 1988 era stata pensato che il Duca e la Duchessa di York, da poco marito e moglie, si trasferissero a Frogmore House, ma essi preferirono di no. La casa venne quindi aperta al pubblico nel 1990; attualmente è possibile visitarla in un limitato numero di giorni in maggio ed agosto e per i gruppi da agosto a settembre.
Frogmore House ha diciotto stanze da letto e molte sale conservano decorazioni del XVIII e del XIX secolo; tra queste sale si ricordano il salotto della Duchessa di Kent, la stanza di Mary Moser, la Cross Gallery ed una sala da pranzo ad opera di Wyatt.
Nei giardini, che si estendono per trentatré acri (130 000 metri quadri), che sono aperti alle visite negli stessi periodi dell'abitazione, si trova il mausoleo reale (luogo di sepoltura della regina Vittoria e del principe Alberto) ed il monumento funebre della Duchessa di Kent assieme alla Gothic Ruin (rovine gotiche) e alla Queen Victoria's Tea House (sala da tè della regina Vittoria).